# Ardisia novitensis
Ardisia novitensis är en viveväxtart som beskrevs av C.L. Lundell. Ardisia novitensis ingår i släktet Ardisia och familjen viveväxter. Inga underarter finns listade i Catalogue of Life.